# フォート・ジョージ (ニューヨーク州)
ニューヨーク州には、かつてフォーロ・ジョージ (Fort George) またはジョージ砦と呼ばれていた5つの砦がある。
最初のフォート・ジョージは1626年にニューアムステルダムに建てられ、フォート・アムステルダム (Fort Amsterdam) と名付けられた。イギリス軍はこの砦を1664年にフォート・ジェームス (Fort James) と改名した。1673–1674年の間は再びオランダ軍に奪還されフォート・ウィレム・ヘンドリック (Fort Willem Hendrick) と呼ばれた。イギリス軍は1691年にはフォート・ウィリアム・ヘンリー (Fort William Henry) と名付け、1703年にはフォート・アン (Fort Anne) またはクィーンズ・フォート (Queen's Fort) と改名した。1714年には最終的にフォート・ジョージ (Fort George) という名前に落ち着いた。北側の稜堡と塁壁は1776年にアメリカ独立戦争でアメリカ軍に破壊され、1790年には完全に解体された。この砦が建っていた場所は現在のロウワー・マンハッタンのアレクサンダー・ハミルトン合衆国税関の場所である。
(北緯40度42.26分 西経74度0.826分 / 北緯40.70433度 西経74.013767度)
二番目のフォート・ジョージはイギリスによって1755年にen:Oswego, New Yorkに建てられたが、1756年にフランス軍司令官のルイ＝ジョゼフ・ド・モンカルムによって破壊された。この場所は現在のW Van Buren Street、Montcalm Street、そしてWest 6th Streetの合流点にあるMontcalm Parkである。
三番目のフォート・ジョージはジョージ湖のほとりに1755年に建てられたが、1777年に破壊され、最終的に1780年に捨て去られた。これはウィリアム・ヘンリー砦の南東側にジョージ湖に面していた。
（現在のLake George Battlefield Parkの森林エリア）
四番目のフォート・ジョージはスタテン・アイランドのセント・ジョージ (en) のエリアに1777年頃建てられた。
（Fort Hillがありえる）
最後のフォート・ジョージまたはフォート・ジョージ・ヒル (Fort George Hill) は1776年にニューヨーク市アッパー・マンハッタンの現在のオーデュボン・アベニュー (en) と192丁目の交差点付近に建てられた。短い間はフォート・クリントン (Fort Clinton) と呼ばれたが、最終的にフォート・ジョージとなった。1895年から1914年この跡地はFort George Amusement Parkだったが、現在はGeorge Washington High Schoolとなっている。
(北緯40度51.33分 西経73度55.60分 / 北緯40.85550度 西経73.92667度)